# Sandro Baldoni
Alessandro Baldoni (* 12. Dezember 1954 in Assisi) ist ein italienischer Regisseur und Drehbuchautor.

## Leben
Baldoni arbeitete zunächst als Journalist für Il Manifesto, L’Espresso, Cuore und Il Male, bevor er als Regisseur für Werbespots die Aufmerksamkeit der Öffentlichkeit erregte, die ihn früh mit Preisen auszeichnete (so in Cannes und New York). 1993 gründete er mit Jonny Dell’Orto die Produktionsfirma Pasodoble und schrieb und inszenierte seinen ersten Spielfilm, Strane storie, eine Collage grotesker, surrealer Bilder und Traumhandlungen. Sein drei Jahre später entstandener zweiter Film beschäftigte sich mit der ihm bekannten Welt der Werbung. Danach wandte er sich der Theaterarbeit zu; erst 2008 kam sein dritter Film in die Kinos.
Baldoni ist nicht zu verwechseln mit dem Maler gleichen Namens (* 1943).

## Filmografie
- 1994: Strane storie
- 1997: Consigli per gli acquisti
- 2008: Italian Dream